# Fines herbes
Le terme fines herbes désigne les menues plantes du potager qui se mettent sur la salade, les omelettes ou qui s’emploient dans les ragoûts. Il peut s'appliquer aux herbes aromatiques en général, mais en gastronomie française, il désigne plus souvent un mélange spécifique de trois ou quatre herbes.
Dans les familles françaises au XXe siècle, les « fines herbes » désignaient uniquement la ciboulette[réf. nécessaire].

## Composition
Auguste Escoffier donne la définition suivante pour l'omelette aux fines herbes : « persil, ciboulette et un peu de cerfeuil et d'estragon ». Cette définition est reprise par le Larousse gastronomique de 1938. D'autres sources indiquent encore la pimprenelle, alors que The Oxford Companion to Food précise que la composition n'est pas fixe, mais qu'il s'agit de n'importe quel mélange intégrant au moins de l'estragon, de la ciboulette ou du cerfeuil.

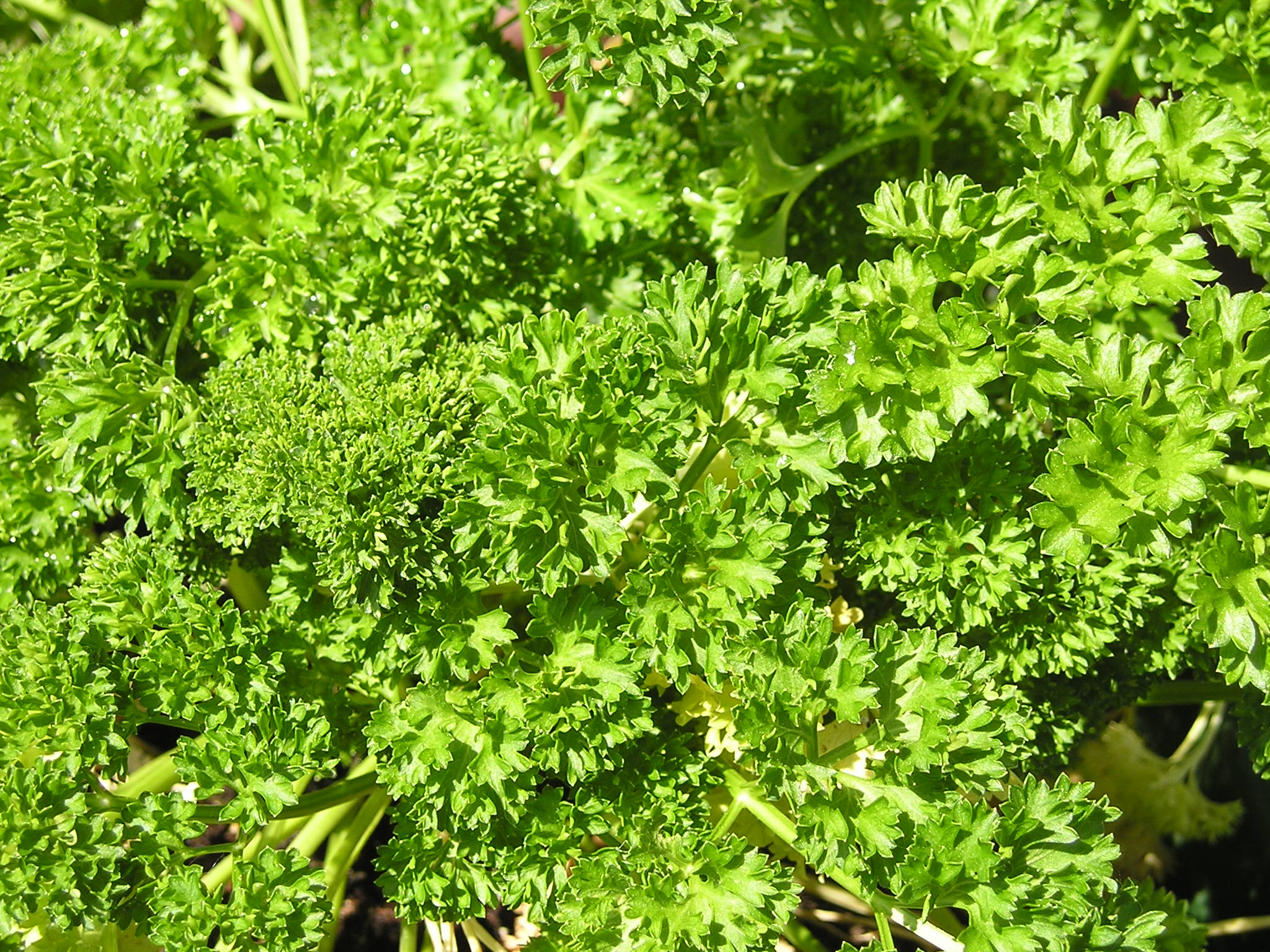
Persil.
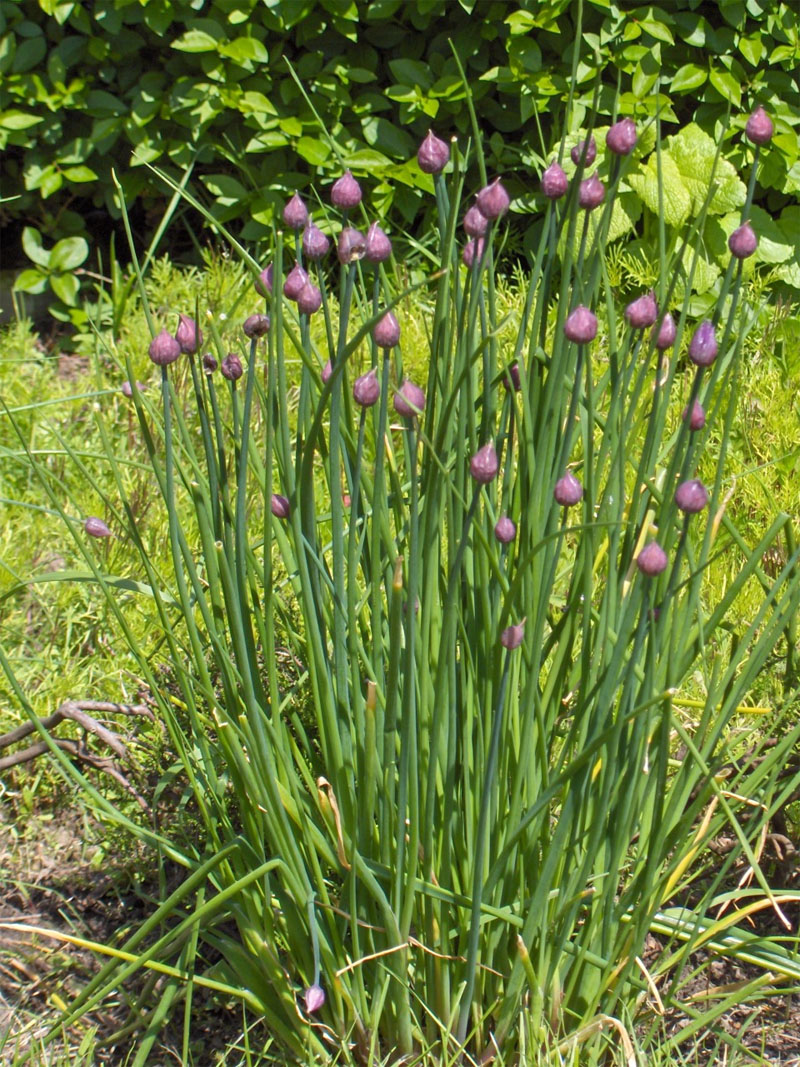
Ciboulette.
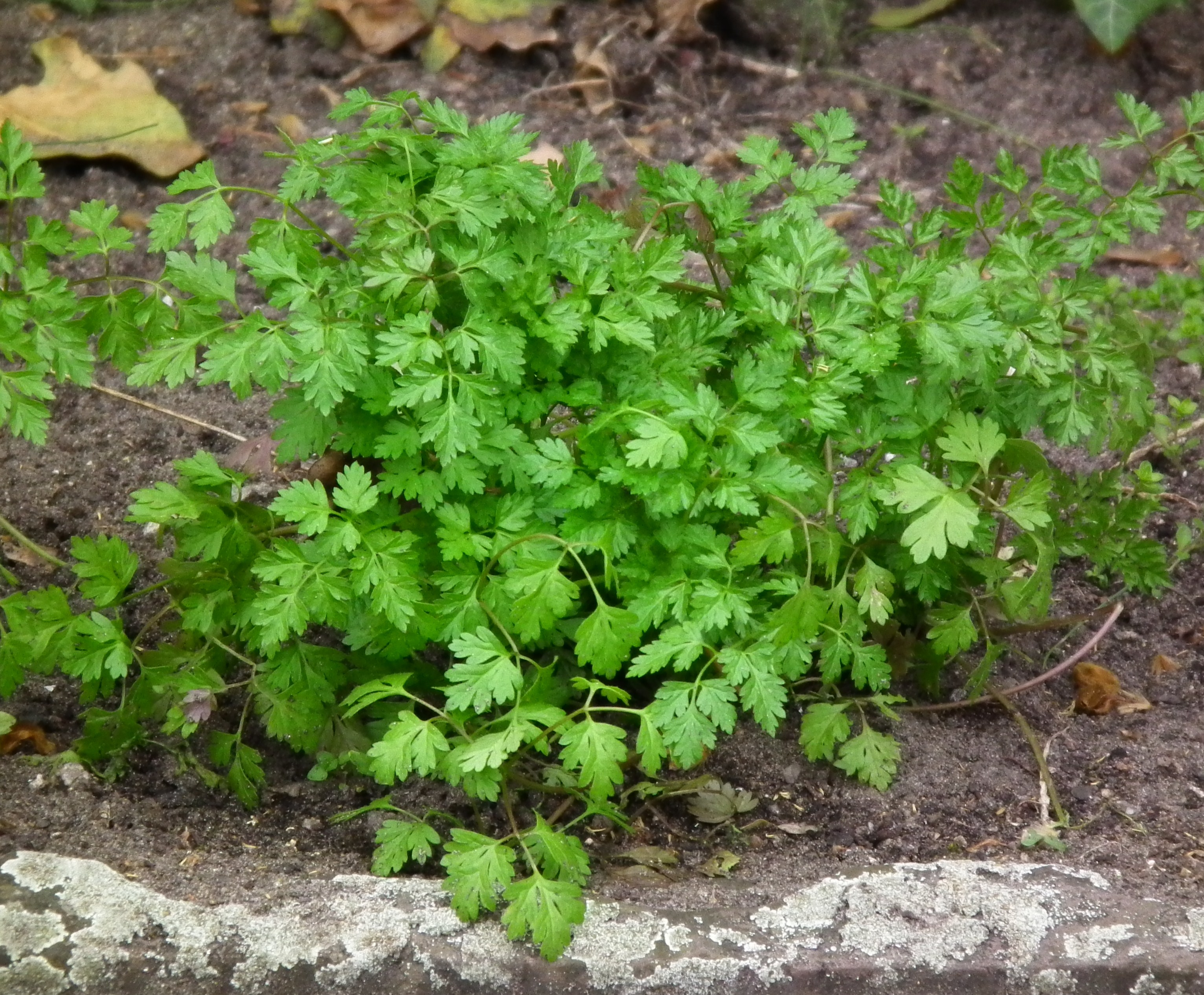
Cerfeuil.
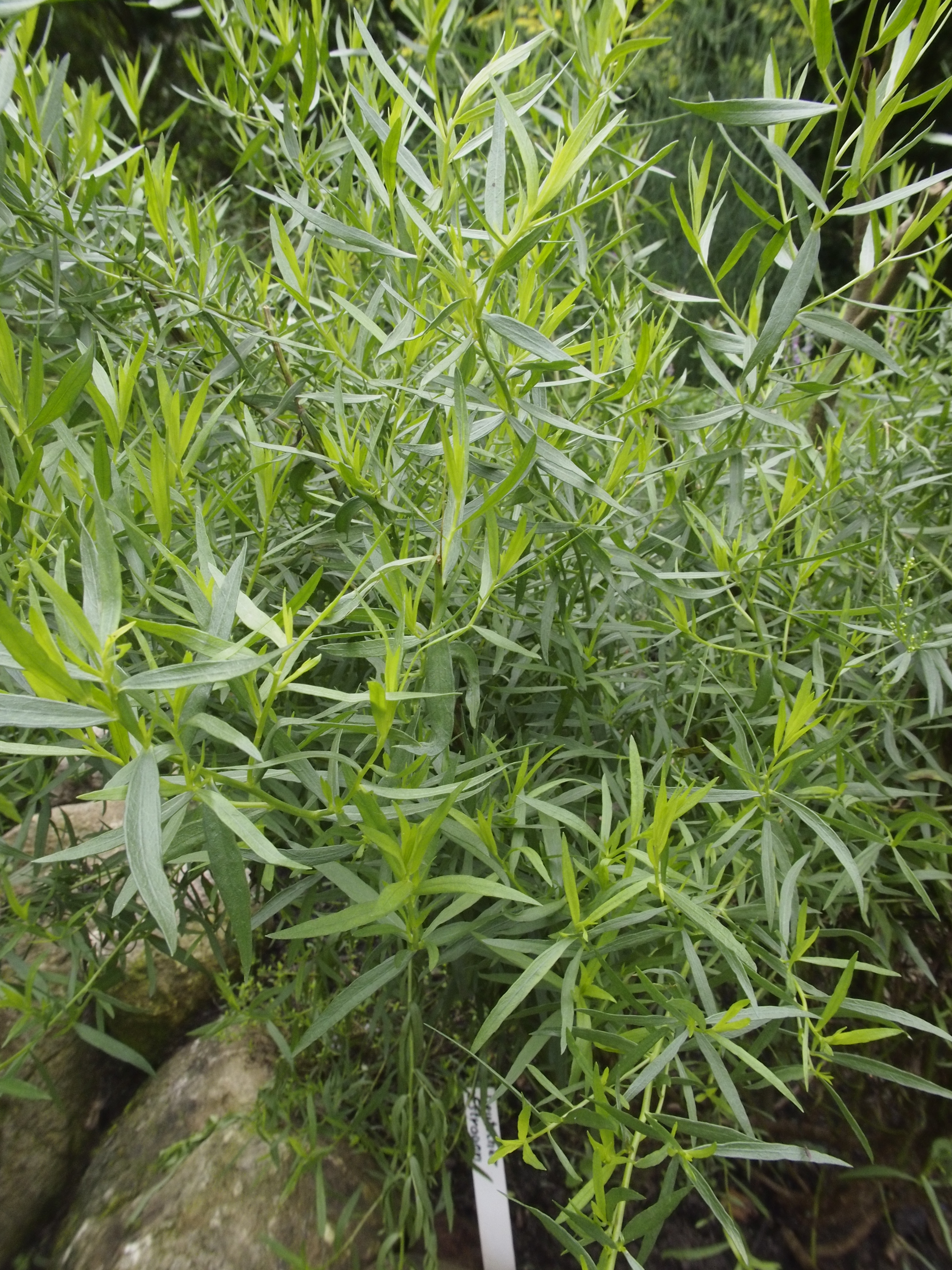
Estragon.
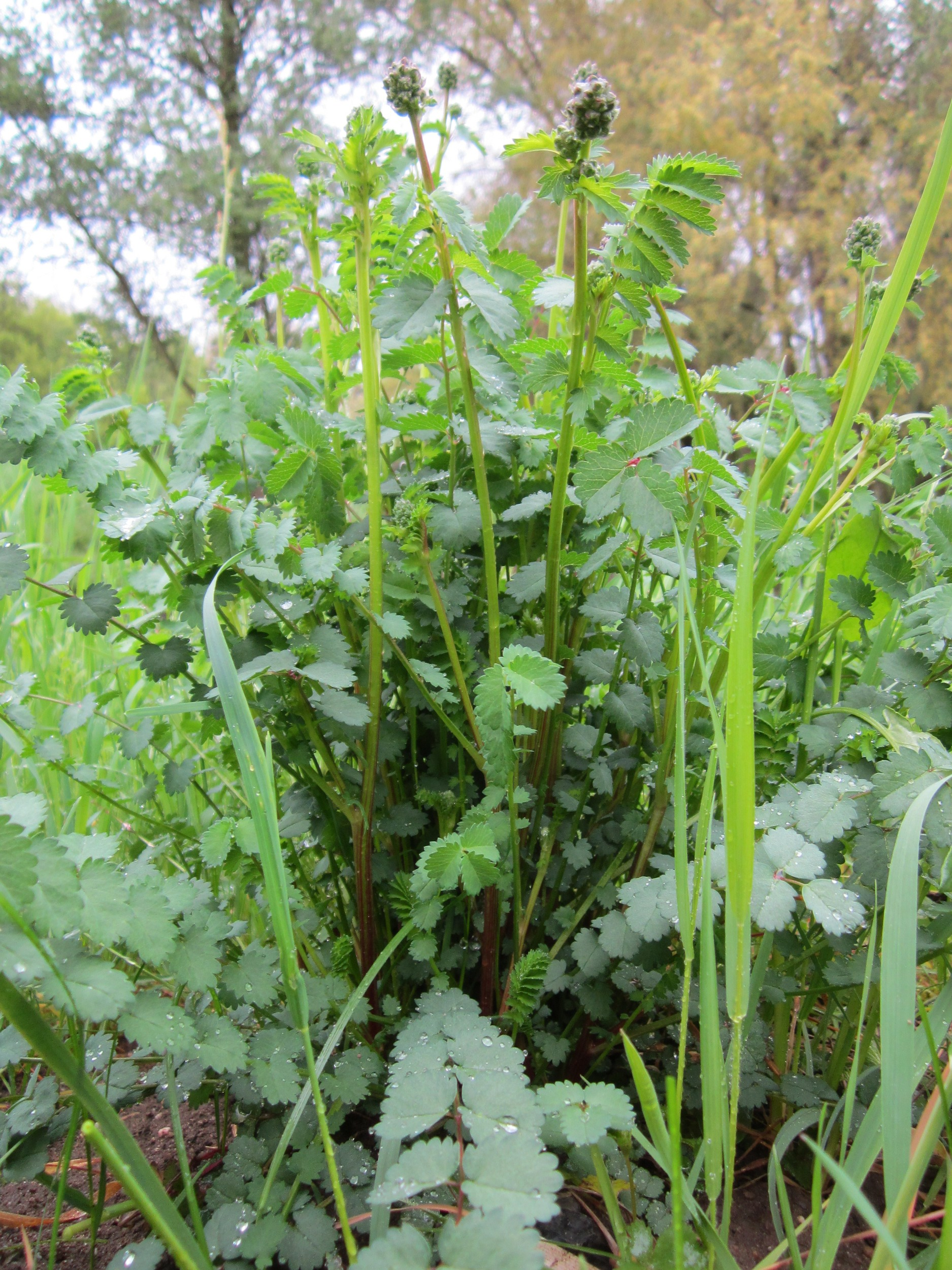
Pimprenelle.

## Utilisation
Les fines herbes sont des ingrédients appartenant à la tradition culinaire méditerranéenne, notamment de la cuisine française.

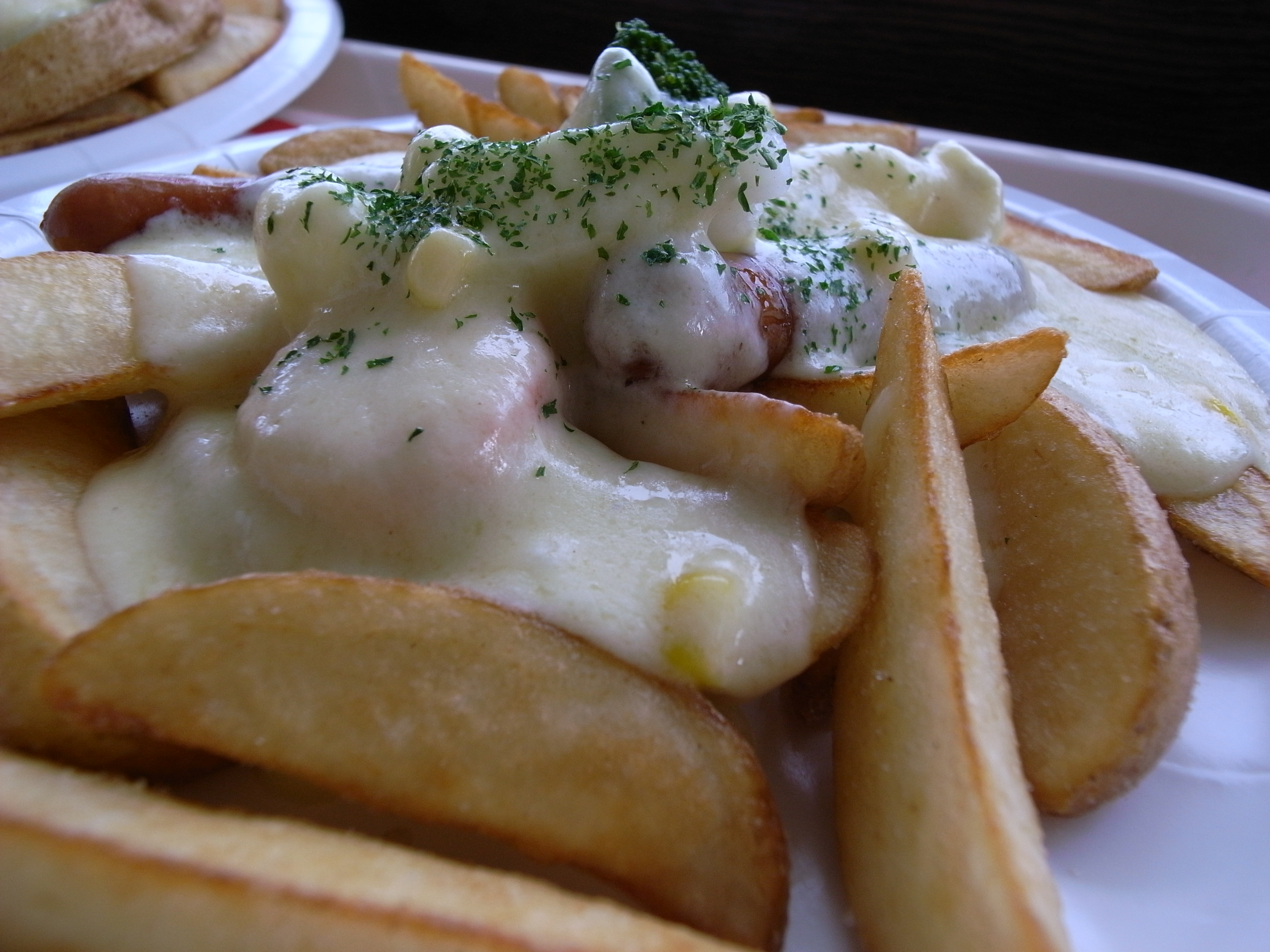
Sarasson et pommes de terre, saupoudrés de fines herbes hachées.